# Korobczyne (obwód charkowski)
Korobczyne (ukr. Коробчине) – wieś na Ukrainie, w obwodzie charkowskim, w rejonie czuhujewskim, w hromadzie Czkałowśke. W 2001 roku liczyła 3106 mieszkańców, spośród których 430 wskazało jako ojczysty język ukraiński, 2624 rosyjski, 1 mołdawski, 3 białoruski, 35 ormiański, 5 romski, 3 grecki, 4 inny, a 1 osoba się nie zadeklarowała.
Do 2024 roku miejscowość nosiła nazwę Koroboczkyne (ukr. Коробочкине).